# Jerry Yulsman
Jerry Yulsman (* 8. Februar 1924 in Philadelphia, Pennsylvania; † 6. August 1999 in Brooklyn, New York City) war ein US-amerikanischer Fotograf und Schriftsteller.
Nachdem er von der High School verwiesen worden war, meldete sich Yulsman 1941 freiwillig beim U.S. Army Air Corps, wobei er über sein Alter falsche Angaben machte, um angenommen zu werden. In der Lowry Air Force Base bei Denver wurde er zum Kriegsfotografen ausgebildet und während des Krieges zunächst in Nordafrika eingesetzt. Später flog er unter anderem Einsätze gegen Ölfelder; beispielsweise nahm er im August 1943 an der Operation Tidal Wave teil, einem sehr verlustreichen und erfolglosen Versuch der Air Force, die Erdölproduktion für die deutsche Wehrmacht in Ploiești zu unterbinden. Diese Erlebnisse verarbeitete er später in dem Roman The Last Liberator.
Nach dem Zweiten Weltkrieg arbeitete Yulsman als Fotoreporter. Er fotografierte für den Playboy, für Collier’s und das Magazin Look. Seine bekanntesten Arbeiten sind die 1957 aufgenommenen Fotografien des amerikanischen Schriftstellers Jack Kerouac, einem der wichtigsten Vertreter der Beat Generation, die später in einer Werbekampagne des Bekleidungsherstellers GAP verwendet wurden. Während der 1970er Jahre verfasste Yulsman mehrere Lehrbücher zum Thema Fotografie und unterrichtete an der School of Visual Arts.
Um 1980 begann Yulsman mit dem Schreiben von fiktiven Texten, beendete aber nur zwei Romane. Sein erster Roman Elleander Morning (dt. Elleander Morning) erschien 1984 und beschreibt eine alternative Welt, in der der Zweite Weltkrieg nicht stattgefunden hat. Der Roman wurde 1986 mit dem australischen Ditmar Award und 1987 mit dem deutschen Kurd-Laßwitz-Preis als bester ausländischer Science-Fiction-Roman des Jahres ausgezeichnet. Sein zweiter Roman The Last Liberator erschien 1991 und basiert auf seinen Kriegserfahrungen. Unter Pseudonym schrieb er die ersten drei Bände der erotischen Romanreihe The Intimate Memoir of Dame Jenny Everleigh, die später von anderen Autoren fortgesetzt wurde.
Bevor Yulsman seinen dritten Roman Gotham, der von New York handelt, beenden konnte, starb er 1999 an Lungenkrebs.

## Werke
- 1960 Jerry Yulsman Tells How to Take Glamour Photographs
- 1972 The Complete Book of 8mm Movie Making
- 1976 The Complete Book of 35mm Photography
- 1977 Color Photography Simplified
- 1984 Elleander Morning, dt. Elleander Morning, oder Der Krieg, der nicht stattfand, Heyne 1986, ISBN 3-453-31308-9
- 1991 The Last Liberator